# 東広島市立乃美尾小学校
東広島市立乃美尾小学校（ひがしひろしましりつ のみのおしょうがっこう）は、広島県東広島市黒瀬町乃美尾にある市立小学校。

## 概要
東広島市の南西部、黒瀬地区にある。校区には黒瀬川が流れており、周囲には緑豊かな田園風景が広がっている。
所在地の黒瀬町乃美尾ならびに前身となった乃美尾村の読みは「のみお」であるが、本校の読みは「のみのお」である。

## 沿革
- 1870年（明治3年） - 八幡神社内に八幡塾が開かれる
- 1874年（明治7年）5月 - 乃美尾村に精々舎が開かれる
- 1877年（明治10年）3月 - 乃美尾学校と改称する
- 1887年（明治20年）4月 - 乃美尾簡易科小学校と改称する
- 1888年（明治21年）5月 - 乃美尾中央字八幡の旧乃美尾小学校跡に学校を設置する
- 1891年（明治24年）4月 - 乃美尾尋常小学校と改称する
- 1896年（明治29年）12月 - 旧乃美尾小学校跡に校舎を新築する
- 1941年（昭和16年）4月 - 乃美尾国民学校と改称する
- 1947年（昭和22年）3月 - 乃美尾村立乃美尾小学校と改称する
- 1954年（昭和29年）4月 - 町村合併で黒瀬町立乃美尾小学校と改称する
- 1988年（昭和63年）1月 - 現在地に校舎並びに給食棟を新築する
- 2005年（平成17年）4月 - 町村合併で東広島市立乃美尾小学校と改称する

## 学校行事
- 4月 - 入学式、遠足
- 5月 - 修学旅行
- 11月 - 学習発表会
- 3月 - 卒業式

## 通学区域
- 東広島市
  - 黒瀬学園台
  - 黒瀬町南方の一部
  - 黒瀬町乃美尾の一部

## 進学先中学校
- 東広島市立黒瀬中学校

## 周辺
- 広島国際大学
- 広島国際ゴルフ倶楽部

## 現在地への移転
校区は南北に4km、東西に1.2kmと細長く、広島県道333号岡郷東市之堂線に沿っている。旧乃美尾小学校跡地はそのほぼ中央に位置していた。校区内からの交通アクセスに都合がよく、旧乃美尾小学校の敷地内には、公民館、乃美尾保育所が併設されており、旧黒瀬町農協乃美尾支所が隣接していた。
同県道は幅員4mと狭く、交通量の増加に伴い、通学路の安全性への懸念が生じていた。山陽新幹線安芸トンネルの残土処分場が旧乃美尾小学校跡地の近隣に設けらたことから、昭和47年から昭和49年にかけて仮設の通学路が設けられた。仮設通学路はトンネル工事の終了に伴い廃止されたため、通学路の安全性への懸念が再浮上することとなった。
校舎の老朽化と通学路の安全性の見地から、昭和50年代半ばには建替が検討されることとなった。旧乃美尾小学校跡地は校庭が40m四方と狭小であることに加え、敷地内の他施設と近隣民家に囲まれているため、建替は困難であるとして移転が検討された。移転先候補地はいずれも校区の端部に位置していたため、地区間の綱引き合戦に発展し、校区の分割案も出たが、広島国際大学の予定地に近く、整備が進んでいた広島県道34号矢野安浦線に近いこともあり、現在地が選定された。
旧乃美尾小学校跡地では、公民館を建て替えた乃美尾ふれあい館（公民館）と乃美尾保育所が敷地内で新築移転し、現在に至っている。旧体育館は解体されずに残置されているが、特に活用はされていない。